# Завадівка (Звенигородський район)
Зава́дівка — село в Україні, у Селищенській сільській громаді Звенигородського району Черкаської області. Населення становить 698 осіб.

## Географія
Селом протікає річка Грузька.

## Історія
Перша згадка про село відноситься до 1746 року у зв'язку з будівництвом там Богородичної церкви. Станом на 1885 рік у колишньому власницькому селі, центрі Завадівської волості Черкаського повіту Київської губернії, мешкало 1950 осіб, налічувалось 340 дворових господарств, існували православна церква, єврейський молитовний будинок, школа, 2 постоялих будинки та лавка.
За переписом 1897 року кількість мешканців зросла до 2399 осіб (1174 чоловічої статі та 1225 — жіночої), з яких 2369 — православної віри.
З 1917 — у складі Української Народної Республіки та повстанської Медвинської республіки.
Село постраждало внаслідок геноциду українського народу, проведеного окупаційним урядом СССР 1932—1933 та 1946—1947 років. Під час Голодомору 1932—1933 років померло щонайменше 3 жителі села.

## Населення

### Мова
Розподіл населення за рідною мовою за даними перепису 2001 року:
| Мова       | Кількість | Відсоток |
| ---------- | --------- | -------- |
| українська | 837       | 98.59%   |
| російська  | 12        | 1.41%    |
| Усього     | 849       | 100%     |

## Відомі люди

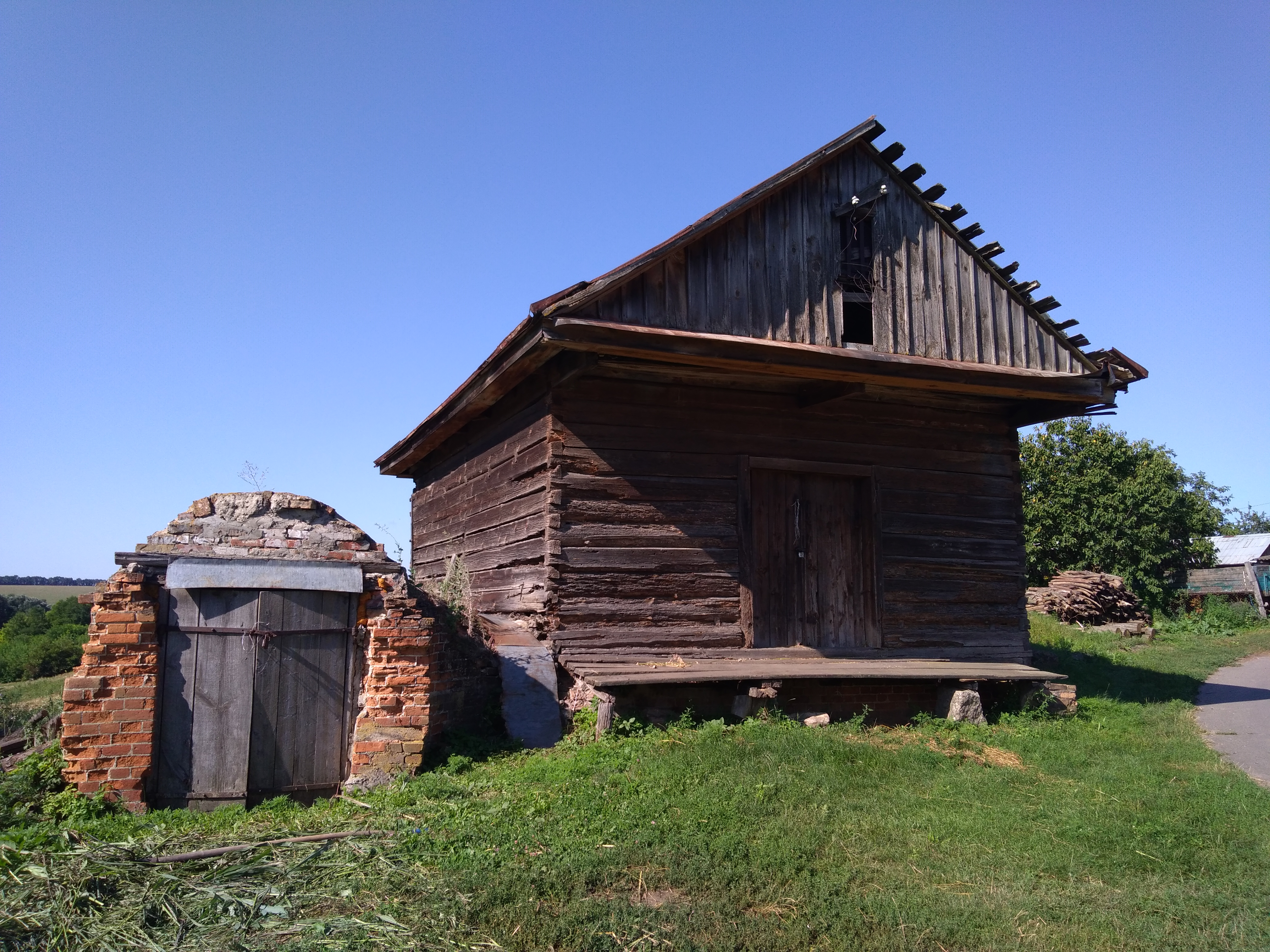
Комора Кузьомченка. Належала заможному селянину Кузьомченку. Після розкуркулення родини в часи колективізації -- колгоспна комора.

- Вірченко Ніна Опанасівна — український науковець, математик, доктор фізико-математичних наук, професор, академік АН ВШ України.
- Ткаченко Ростислав Русланович (2000—2022) — солдат Збройних Сил України, учасник російсько-української війни, що загинув у ході російського вторгнення в Україну в 2022 році.